# Okres Očamčyra
Okres Očamčyra je nižší územně-správní celek Abcházie, uznávaný jak abchazskou separatistickou vládou, tak centrální gruzínskou vládou v Tbilisi, ale Abcházie v roce 1995 vytvořila z části okresu nový okres Tkvarčeli, který Tbiliská vláda neuznává. Na západě sousedí s okresem Gulrypš, na východě s okresem Tkvarčeli a na jihovýchodě s okresem Gali. Na severní straně sousedí s Ruskem a na severovýchodě má společnou hranici s Gruzií. Z jihu je omýván Černým mořem. Okresním městem je Očamčyra, které má 5 280 obyvatel.

## Seznam představitelů okresu Očamčyra
V čele okresní rady stáli:
| Pořadí      | Jméno            | Od                  | Do                |
| 1.          | Batal Tapagva    | říjen 1993          | září 1995         |
| 2.          | Zaur Zarandija   | září 1995           | 1997              |
| 3.          | Chrips Džopva    | 1997                | po březnu 2004    |
| 4.          | Appolon Dumaa    | před červencem 2004 | 21. únor 2005     |
| 5.          | Vladimir Atumava | 21. únor 2005       | 22. únor 2007     |
| (úřadující) | Ramaza Džopva    | 22. únor 2006       | 3. duben 2007     |
| 6.          | Daur Tarba       | 3. duben 2007       | 18. prosinec 2008 |
| 7.          | Murman Džopva    | 18. prosinec 2008   | 3. červen 2014    |
| (úřadující) | Michail Agrba    | 3. červen 2014      | 28. říjen 2014    |
| (úřadující) | Beslan Achuba    | 28. říjen 2014      | 21. červenec 2015 |
| 8.          | Chrips Džopva    | 21. červenec 2015   | 26. červenec 2018 |
| 9.          | Givi Dopva       | 26. červenec 2018   | 19. prosinec 2019 |
| 10.         | Gennadij Cvižba  | 19. prosinec 2019   | 29. května 2020   |
| 11.         | Stanislav Amičba | 29. května 2020     | 10. února 2021    |
| (úřadující) | Artеmon Gabelaja | 10. února 2021      | 12. dubna 2021    |
| 12.         | Beslan Bigvava   | 12. dubna 2021      | 4. ledna 2022     |
| (úřadující) | Artemon Gabelaja | 4. ledna 2022       | 5. května 2022    |
| 13.         | Beslan Bigvava   | 5. května 2022      | dosud             |

## Demografie
V celém okrese žije dle údajů ze sčítání lidu z roku 2011 celkem 24 868 obyvatel a největší etnickou skupinou byly Abchazové se 77,7 %, nicméně před vypuknutím gruzínsko-abchazského konfliktu v roce 1989 měla oblast 75 388 obyvatel a mírnou převahu zde měli Gruzíni.
| Rok  | Počet obyvatel | z toho %  | z toho % | z toho % | z toho % | z toho % | z toho %  |
| ---- | -------------- | --------- | -------- | -------- | -------- | -------- | --------- |
| Rok  | Počet obyvatel | Abchazové | Arméni   | Gruzíni  | Rusové   | Řekové   | Ukrajinci |
| 1989 | 75 388         | 36,7      | 8,3      | 46,2     | 5,9      | 0,3      | 1,2       |
| 2003 | 24 629         | 76,1      | 8,8      | 9,1      | 3,8      | 0,3      | 0,4       |
| 2011 | 24 868         | 77,7      | 6,6      | 9,5      | 3,9      | 0,2      | 0,3       |

## Seznam měst a obcí

### Města
- Očamčyra - okresní město

### Obecní centra
- Ačgvara
- Adzjubža
- Akvaskja
- Aradu
- Arakjač
- Arasadzych
- Atara
- Arménská Atara
- Baslachu
- Člou
- Džal
- Džgjarda
- Gup
- Gvada
- Ilori
- Kutol
- Kočara
- Kyndyg
- Labra
- Markula
- Mokva
- Pakuaš
- Reka
- Šašalat
- Tamyš
- Tchina
- Uatap